# Episodi di Doctor Who (serie televisiva 1963) (ventunesima stagione)
Questa voce contiene l'elenco dei 24 episodi della ventunesima stagione della serie TV Doctor Who, l'ultima interpretata da Peter Davison nel ruolo del Quinto Dottore, che si conclude con la prima avventura del sesto, portato sullo schermo da Colin Baker.
Il serial Resurrection of the Daleks è composto da soli due episodi, ma di lunghezza doppia: fu necessario condensarla dai quattro episodi previsti a due, per consentire la diretta dei giochi olimpici invernali.
Gli episodi di questa stagione sono andati in onda nel Regno Unito dal 5 gennaio al 30 marzo 1984 e sono del tutto inediti in Italia. Come per tutte le stagioni della serie classica, gli episodi vengono suddivisi in "macrostorie" (in inglese, serial) con una propria continuità narrativa e un proprio titolo, qui indicato nella colonna "Titolo serial" della tabella.
| nº | Titolo originale               | Titolo italiano | Prima TV UK      | Prima TV Italia | Titolo serial              |
| -- | ------------------------------ | --------------- | ---------------- | --------------- | -------------------------- |
| 1  | Warriors of the Deep I         |                 | 5 gennaio 1984   |                 | Warriors of the Deep       |
| 2  | Warriors of the Deep II        |                 | 6 gennaio 1984   |                 | Warriors of the Deep       |
| 3  | Warriors of the Deep III       |                 | 12 gennaio 1984  |                 | Warriors of the Deep       |
| 4  | Warriors of the Deep IV        |                 | 13 gennaio 1984  |                 | Warriors of the Deep       |
| 5  | The Awakening I                |                 | 19 gennaio 1984  |                 | The Awakening              |
| 6  | The Awakening II               |                 | 20 gennaio 1984  |                 | The Awakening              |
| 7  | Frontios I                     |                 | 26 gennaio 1984  |                 | Frontios                   |
| 8  | Frontios II                    |                 | 27 gennaio 1984  |                 | Frontios                   |
| 9  | Frontios III                   |                 | 2 febbraio 1984  |                 | Frontios                   |
| 10 | Frontios IV                    |                 | 3 febbraio 1984  |                 | Frontios                   |
| 11 | Resurrection of the Daleks I   |                 | 8 febbraio 1984  |                 | Resurrection of the Daleks |
| 12 | Resurrection of the Daleks II  |                 | 9 febbraio 1984  |                 | Resurrection of the Daleks |
| 13 | Resurrection of the Daleks III |                 | 15 febbraio 1984 |                 | Resurrection of the Daleks |
| 14 | Resurrection of the Daleks IV  |                 | 15 febbraio 1984 |                 | Resurrection of the Daleks |
| 15 | Planet of Fire I               |                 | 23 febbraio 1984 |                 | Planet of Fire             |
| 16 | Planet of Fire II              |                 | 24 febbraio 1984 |                 | Planet of Fire             |
| 17 | Planet of Fire III             |                 | 1º marzo 1984    |                 | Planet of Fire             |
| 18 | Planet of Fire IV              |                 | 2 marzo 1984     |                 | Planet of Fire             |
| 19 | The Caves of Androzani I       |                 | 8 marzo 1984     |                 | The Caves of Androzani     |
| 20 | The Caves of Androzani II      |                 | 9 marzo 1984     |                 | The Caves of Androzani     |
| 21 | The Caves of Androzani III     |                 | 15 marzo 1984    |                 | The Caves of Androzani     |
| 22 | The Caves of Androzani IV      |                 | 16 marzo 1984    |                 | The Caves of Androzani     |
| 23 | The Twin Dilemma I             |                 | 22 marzo 1984    |                 | The Twin Dilemma           |
| 24 | The Twin Dilemma II            |                 | 23 marzo 1984    |                 | The Twin Dilemma           |
| 25 | The Twin Dilemma III           |                 | 29 marzo 1984    |                 | The Twin Dilemma           |
| 26 | The Twin Dilemma IV            |                 | 30 marzo 1984    |                 | The Twin Dilemma           |

## Warriors of the Deep
- Diretto da: Pennant Roberts
- Scritto da: Johnny Byrne
- Dottore: Quinto Dottore (Peter Davison)
- Compagni di viaggio: Tegan Jovanka (Janet Fielding), Vislor Turlough (Mark Strickson)

### Trama
Il TARDIS si materializza in una base sottomarina nell'anno 2084. La Terra alla fine del XXI secolo è divisa tra due blocchi di potere che scatenano un'aspra guerra fredda, che minaccia di degenerare in un conflitto violento. Incidenti misteriosi si sono verificati sulla base, tra cui la morte di alcuni importanti membri del personale. Investigando, il Dottore, Tegan e Turlough scoprono che non solo i doppi agenti si sono infiltrati nella base, ma anche che i vecchi nemici del Dottore, i Siluriani e i Diavoli del Mare, stanno complottando insieme per usare la base sottomarina al fine di scatenare una guerra che decimerà l'umanità.

## The Awakening
- Diretto da: Michael Owen Morris
- Scritto da: Eric Pringle
- Dottore: Quinto Dottore (Peter Davison)
- Compagni di viaggio: Tegan Jovanka (Janet Fielding), Vislor Turlough (Mark Strickson)

### Trama
Il Dottore porta Tegan a visitare suo nonno nel villaggio di Little Hodcombe. Gli abitanti del villaggio, guidati da Sir George Hutchinson, stanno rievocando eventi della guerra civile inglese, tra cui schermaglie che si sono svolte nei pressi della città. Ma le rievocazioni hanno ridato vita al Malus, un'entità aliena sepolta sotto una chiesa in rovina che si nutre delle passioni infiammate dalla guerra e dalla morte. Il tempo si sta distorcendo mentre Hutchinson - che è caduto sotto l'influenza di Malus - lavora per liberare la creatura, mettendo a repentaglio la vita di Tegan.

## Frontios
- Diretto da: Ron Jones
- Scritto da: Christopher H. Bidmead
- Dottore: Quinto Dottore (Peter Davison)
- Compagni di viaggio: Tegan Jovanka (Janet Fielding), Vislor Turlough (Mark Strickson)

### Trama
Il TARDIS giunge sul pianeta Frontios in un remoto futuro, dove le ultime vestigia dell'umanità precipitarono anni addietro. La colonia si trova in grosse difficoltà ed è assediata da vari disastri, tra cui micidiali piogge di meteoriti e la scomparsa di numerosi coloni di spicco che sono stati risucchiati sotto terra. Il Dottore, Tegan e Turlough scoprono che i colpevoli sono Gravis e i suoi Tractator, insetti giganti con poteri incredibili sulla gravità. Gravis intende trasformare Frontios in un'enorme astronave per diffondere il terrore dei Tractator in tutta la galassia.

## Resurrection of the Daleks
- Diretto da: Matthew Robinson
- Scritto da: Eric Saward
- Dottore: Quinto Dottore (Peter Davison)
- Compagni di viaggio: Tegan Jovanka (Janet Fielding), Vislor Turlough (Mark Strickson)

### Trama
Il Dottore, Tegan e Turlough restano quasi distrutti in un corridoio temporale creato dai Dalek che collega un magazzino sulla Terra odierna con una nave spaziale del futuro. I Dalek hanno perso la guerra con i Movellan a causa di un virus che colpisce solo la loro razza. Ora, con l'aiuto del mercenario Lytton, intendono liberare il prigioniero Davros per costringerlo a creare un antidoto. Una volta che il piano avrà avuto successo, i Dalek saranno finalmente in grado di distruggere i Movellan e spadroneggiare in tutto il cosmo. Al termine della storia, Tegan decide di abbandonare l'equipaggio del TARDIS.

## Planet of Fire
- Diretto da: Fiona Cumming
- Scritto da: Peter Grimwade
- Dottore: Quinto Dottore (Peter Davison)
- Compagni di viaggio: Vislor Turlough (Mark Strickson), Kamelion (Gerald Flood), Peri Brown (Nicola Bryant)

### Trama
Turlough salva una studentessa di botanica di nome Peri Brown che sta affogando e la porta sul TARDIS per farla riprendere. Prima che Peri possa salutare i suoi affetti, Kamelion - ancora una volta sotto il controllo del Maestro - porta il TARDIS sul pianeta Sarn. Lì la sua missione è trovare il Maestro, che è stato ridotto a pochi centimetri di altezza in seguito a un incidente con il suo eliminatore di compressione tissutale, e ripristinarlo usando le proprietà curative delle miracolose fiamme del numismaton di Sarn. Ma Sarn nasconde una misteriosa connessione con il passato di Turlough - una connessione che potrebbe rivelarsi la vera ragione catalizzatrice del piano del Maestro.

## The Caves of Androzani
- Diretto da: Graeme Harper
- Scritto da: Robert Holmes
- Dottore: Quinto Dottore (Peter Davison), Sesto Dottore (Colin Baker)
- Compagni di viaggio: Peri Brown (Nicola Bryant)

### Trama
Il Dottore e Peri arrivano sul pianeta Androzani Minor, dove è in corso una guerra sotterranea tra Morgus e Sharaz Jek, che risiede nelle caverne. Il pianeta produce una rara sostanza chiamata Spectrox, che si rivela essere tossica. Il Dottore riesce a procurarsi un antidoto per sé e Peri, ma nella foga versa una delle due fiale e quella restante non è sufficiente per salvare entrambi. Decide quindi di salvare la sua compagna di viaggio e, in preda alle allucinazioni, si rigenera nel Sesto Dottore.

## The Twin Dilemma
- Diretto da: Peter Moffatt
- Scritto da: Anthony Steven
- Dottore: Sesto Dottore (Colin Baker)
- Compagni di viaggio: Peri Brown (Nicola Bryant)

### Trama
Il Dottore risente di seri problemi di instabilità dovuti alla rigenerazione, arrivando anche a cercare di strangolare Peri e quindi decide di ritirarsi a vita da eremita sulla luna di Titano. Lì si imbatte in un complotto del suo vecchio amico, il Signore del Tempo Azmael, che ha rapito due gemelli geni matematici di nome Romolo e Remo. Il pianeta adottato da Azmael, Joconda, è stato conquistato da Mestor e dai suoi Gasteropodi, costringendo il Signore del Tempo a sottostare agli ordini di Mestor. Ma anche Azmael non è a conoscenza del vero piano di Mestor - distruggere il sole di Joconda, e in tal modo disperdere le uova dei Gasteropodi in tutta la galassia.